# SMILE-UP.
SMILE-UP.（日语：／ sumairu appu */?），原稱傑尼斯事務所或譯為杰尼斯公司（日语：／ janīzu jimusho */?），是日本一家前演藝經紀公司，於1964年由強尼·喜多川創立，以經營男子偶像及舞台藝術表演為主要業務，尤其在日本的男子偶像業界獨占鰲頭。2023年，強尼·喜多川生前的性侵丑闻檯面化，鑑於公司以喜多川命名，時任社長東山紀之在2023年10月17日宣布公司改為現名，原核心的演藝經紀業務分拆為新公司「星達拓娛樂」，公司則會在完成性侵醜聞的補償業務後解散。

## 公司歷史

傑尼斯事務所標誌

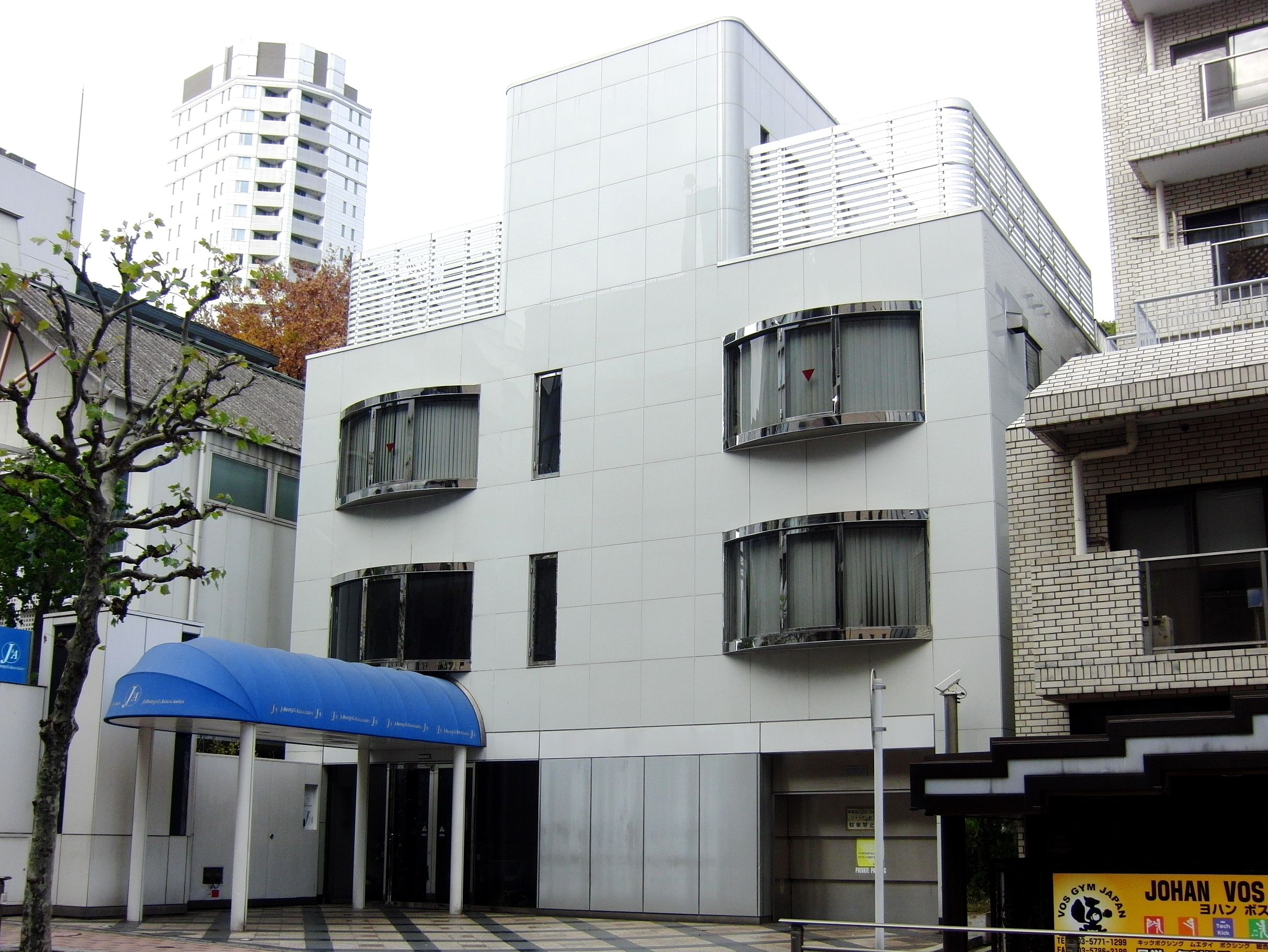
位於東京乃木坂上的傑尼斯事務所總部舊址，現為傑尼斯娛樂與藝術銀行所在地

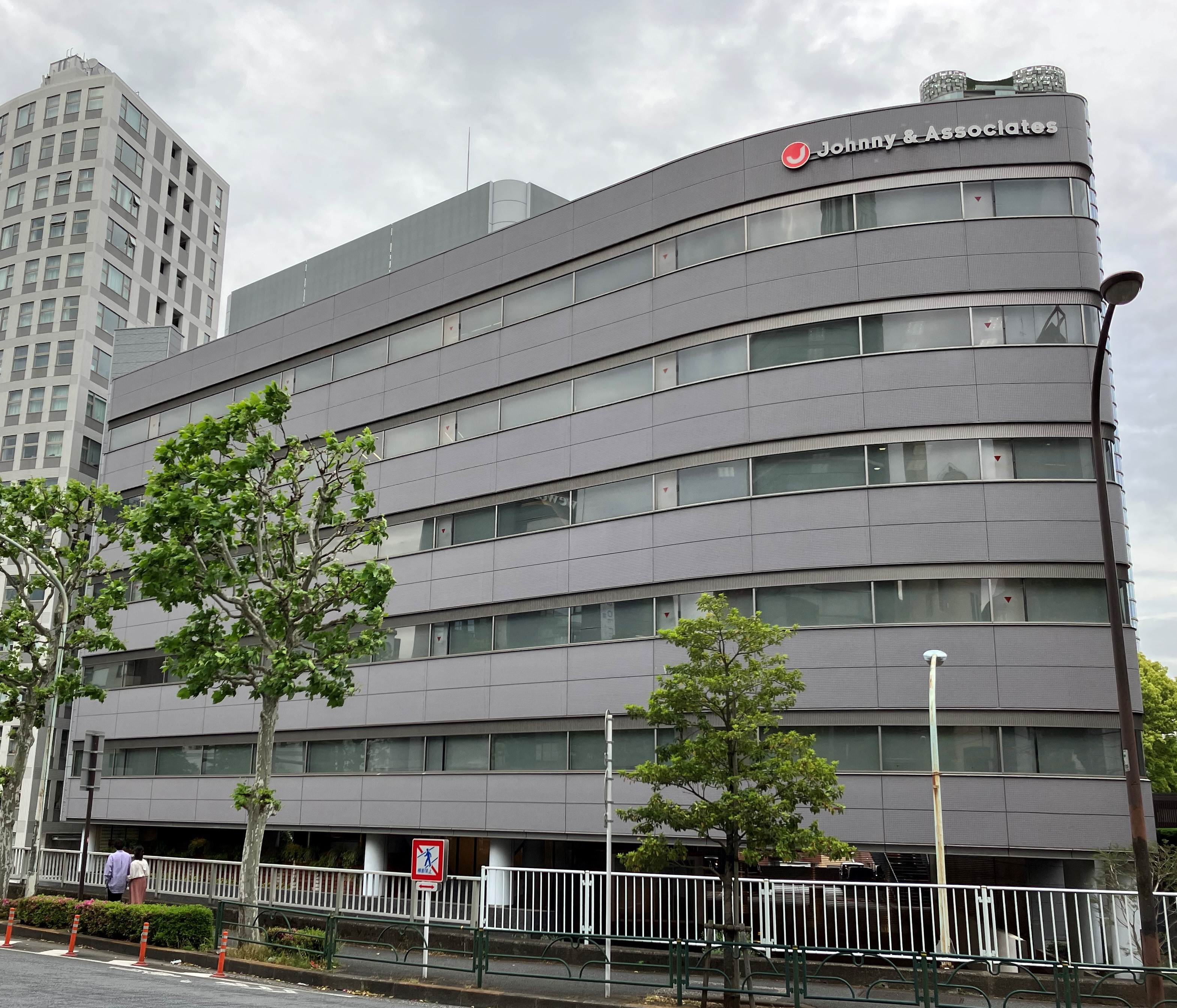
攝於2023年4月，未拆除傑尼斯事務所標誌的總部大樓

### 風格的起源
傑尼斯事務所的創始人強尼·喜多川，青少年時代，除了太平洋戰爭時期，大多在美國的洛杉磯度過，也因如此，強尼·喜多川和美國西海岸娛樂圈也有緊密的聯繫。
1950年以後，日本有不少藝人申請前來美國表演。由於強尼·喜多川的父親是真言宗美國分會的負責人，管理著一家大型寺院，這些日本寺院大多成為後來日本藝人來美表演的場所，強尼·喜多川也憑藉這些機會成為舞台總監，也因此與美空雲雀等日本藝人有了聯繫。
1952年，強尼·喜多川再次回到日本的時候，他在美國駐日大使館擔任翻譯工作。工作之餘，強尼·喜多川組織了宿舍附近的男孩打棒球，并成為少年棒球隊的負責人和教練。某天，因為下雨的關係而導致棒球訓練無法進行，於是喜多川帶著這群孩子去看了電影《西城故事》，這部電影感動了大家，於是大家在棒球训练之余也開始了歌舞表演的訓練。就在這個時候，喜多川從這群棒球少年中選擇了四人組成了Johnny's，這是傑尼斯事務所的第一個偶像組合。喜多川培養這群少年是希望他們能像歌舞劇演員那般多才多藝，而不僅僅是成為一個偶像而已。
1962年，做為渡邊製作關聯公司的傑尼斯事務所成立了。同時，Johnny's也在NHK電視節目《讓我們在夢中相逢吧》登台表演。隨後，Four Leaves成立了，并趕上了正處於流行全盛期的Group Sounds音樂，被譽為是“沒有樂器伴奏的Group Sounds”。Group Sounds音樂進入到1970年代之後，居然意想不到地發展成為靈魂樂。

### 偶像路線的確立
1970年代前半期，Group Sounds組合和歌手變得更加強大。另外，在同期的美國流行音樂中，自我的政治表達開始成為民謠樂的主要內容。而在日本，吉田拓郎、井上陽水、中島美雪等人成為流行大勢。然而喜多川卻堅持了另外一個舞台表演方式，轉而模仿Jackson 5的靈魂樂，以輕快的舞台表演為主。
1972年，鄉裕美正式出道，并以其中性美成為話題。初出道的鄉裕美音樂風格還是比較迎合Group Sounds，頗有向當時流行的OX組合致意的味道。同時，鄉裕美早期的音樂多由筒美京平負責。而到1970年代中期，隨著迪斯科音樂的流行，鄉裕美的風格則轉向此類音樂。不過到了1975年，鄉裕美就與傑尼斯事務所解除合約了。
接下來，川崎麻世在1977年，田原俊彦在1980年先後出道。最具有舞台表演經驗的則是少年隊，在進軍美國市場之後，得到了極大的好評。同時他們還是舞台劇《PLAYZONE》的主演，這部舞台劇自1985年一直公映到2008年。在1987年出道的光GENJI雖然也是以音樂為主要賣點，但是他們標誌性的旱冰鞋的靈感則是來自英國音樂劇《星光快車》。

### 明星藝人的誕生
1970年代中期，隨著電視機的普及，日本人的生活越來越集中在客廳，而一種名為“誕生”的文化出現了。而作為這個流行文化的核心，由阿久悠製作的日本電視台節目《明星誕生》。傑尼斯事務所契合這種文化而誕生的第一個偶像就是近藤真彥（1980年出道），他是“誕生”流行下對手文化中出現的“壞角色”形象。近藤真彥的形象中結合1950年代的復古文化與街頭文化，同時由他演唱的一種與迪斯科音樂平行的搖滾樂也開始推出。
1980年代早期，偶像文化被進一步推廣，人們開始要求偶像要有“個性化”，也就是偶像在歌舞表演時的“實力”和“魅力”。澀柿子隊（1982年出道）為了彌補自身在音樂性上的不足，開始追求音樂規劃，於是一種名為“珍奇歌”（類似於後來的口水歌）的音樂被設計了出來。作為這種流行趨勢，誕生了。從美國文化來看，這首歌充滿了所謂的禪宗主義。隨後，忍者（1985年出道）也推動了日本主義的音樂與表演的流行。

### 全能偶像的轉變
1990年代，隨著人們對偶像需求的降低，光GENJI的受歡迎程度也在下降。1991年，作為傑尼斯事務所模仿光GENJI華麗風格推出的SMAP自出道以來，其唱片銷量就持續低迷。為了挽救SMAP這個組合，傑尼斯事務所開始向綜藝節目和電視劇推薦他們。同時也有SMAP成員進入搞笑領域，即便他們還不夠專業，但是其他專業搞笑藝人還是很認真地幫助他們。
雖然這個舉止違背了傑尼斯事務所“劇場式娛樂”的方針，但這個舉止的改變也的確帶動了傑尼斯事務所的變革。強尼·喜多川對日本的文化氛圍感到不滿，因為日本藝人的地位往往是很低的。這和美國不同，美國許多人都在追求“藝術家”這個頭銜，因而所有表演領域內的一技之長都是值得讚揚的。
透過綜藝節目和音樂的表演，SMAP獲得了獨一無二的地位，並且成為明星中非常具有親和力的存在。SMAP的服裝也與前輩藝人有所不同，既不是光GENJI那種浮誇的華麗風，也不是近藤真彥那種具有強烈對抗意識的風格，而是時下年輕人真正會穿著的服裝風格。同時透過展示成員的“人設”，向粉絲兜售並不完美的偶像形象，藉此來獲得粉絲的共情。SMAP的這種風格成為日本新世紀以來偶像的基本形式，也成為傑尼斯事務所後來偶像培養的風格典範，也造就了傑尼斯事務所男偶像在日本的絕對統治力。

### 強尼·喜多川的離世與傑尼斯帝國的瓦解
在強尼·喜多川離世后，傑尼斯事務所由其外甥女藤岛茱莉景子接任社长並繼續負責管理旗下藝人。但在2023年，由英國廣播公司播放的紀錄片揭發有關強尼·喜多川生前涉嫌多宗未成年男性性侵案，其後在日本及海外媒體的跟進報道，以及多名受害者出面證言下，事件影響範圍逐漸擴大；最後演變為震撼全球的约翰尼·喜多川性虐待传闻。在此醜聞影響下，傑尼斯事務所受到創業以來最嚴重的打擊，旗下藝人紛紛出走及獨立，而公司本身也被迫在完成對受害人的賠償后停止運作。

## 經營特色

### 藝人培養方針
傑尼斯事務所草創于1960年代，當時日本娛樂圈由渡邊晉的渡邊製作所統領，音樂風格以爵士樂為主。渡邊製作所領導的娛樂圈以市場的發展來穩定藝人的生活，主要目的是保護藝人的權利和市場。同時代的傑尼斯事務所則表現出對舞台表演的渴望，自該事務所的初代組合Johnny's以來，事務所非常注重對青少年偶像舞台能力的培養。傑尼斯事務所的日常運營由創始人強尼·喜多川的姐姐瑪麗·喜多川負責，而半個世紀以來，強尼·喜多川一直注重事務所培養自己的偶像接班人。
傑尼斯事務所的最大特征就是他們的自我偶像培養政策，他們將所有出道前的偶像訓練生稱之為“小傑尼斯”。在小傑尼斯獲得出道機會之前，他們都會在前輩的表演舞台上充當伴舞、背景等職責，以獲取舞台經驗和人氣。傑尼斯事務所的這套培養方法有點類似寶塚歌劇團，故而也有“男版寶塚”的稱號。
小傑尼斯組合有時獲得的關注度足以發行單曲或製作個人演唱會。但是原則上只有得到強尼·喜多川的許可，發行了自己專屬的出道單曲才算正式的傑尼斯事務所組合。通常情況下，傑尼斯事務所的藝人都是以本名參與娛樂圈活動，但是也有少數人是用藝名。傑尼斯事務所的所屬藝人從出道起，偶像活動就是必不可少的。不管這個藝人是組合還是個體，也不管他定位是歌手還是演員。但是也有少數例外，比如男鬥呼組就主要專注與搖滾樂隊的活動，不過此類例子在傑尼斯事務所屬於鳳毛麟角的存在。
除了CD出道的小傑尼斯之外，還有部分小傑尼斯並沒有發行屬於自己的出道單曲而是以演員身份出道。比如：生田斗真、屋良朝幸、風間俊介、長谷川純、佐野瑞樹等人。

### 肖像權管理
傑尼斯事務所對於旗下藝人的肖像權管理非常嚴格，甚至嚴禁其旗下藝人有出版或合作關係的唱片公司、電影公司、電視公司、廣告公司、節目製作公司在其官方網站，或報紙媒體在其電子版刊載使用傑尼斯事務所藝人的照片或影片。傑尼斯事務所不僅如此要求藝人，甚至對旗下藝人所屬的經紀人也有如此嚴苛的要求。同時，《MUSIC STATION》、《Music Lovers》節目在播送完畢之後會在官網刊登參與節目藝人的簽名，但是傑尼斯事務所的藝人卻不會被刊登他們的簽名。不過例外的是，SMAP的香取慎吾卻在TBS電台1997年的節目《緊急出擊！SMAP》（スクランブルSMAP）的官網上刊登了他的照片。2000年，近藤真彥在其經營的“MK net Circuit 近藤真彥官方網站（MK net Circuit 近藤真彦オフィシャルサイト）”上也刊登了他的照片。
最近，隨著傑尼斯事務所透過其官方管道向YouTube等影片網站分發旗下藝人的宣傳影片，其肖像權管理政策已經開始有所鬆動。同時，隨著Adobe公司Flash技術的應用，使得瀏覽者保存網頁照片的難度大大提高，因此傑尼斯事務所方面有放寬網路照片的使用範圍。2006年，隨著台灣官網的設立，傑尼斯事務所有允許有合作關係的廣告公司在一定範圍內使用其旗下藝人的肖像權。此外傑尼斯事務所原本限制出本公司官網和唱片合約官網方可刊登傑尼斯事務所藝人的音樂CD、DVD封面圖的政策也於2017年8月2日開始解除。由2018年1月31日開始，允許媒體將旗下藝人的照片上傳其媒體網站中。關西傑尼斯8錦戶亮成為首位解禁對象，上傳照片僅限於記者會及接受訪問。同年2月12日，允許媒體上載旗下藝人劇集照片。2018年3月，公司旗下見習生團體小傑尼斯開設官方YouTube頻道。

### 聲音演出及音源處理
傑尼斯事務所所屬藝人的配音演出也會有一定的限制。例如：香取慎吾在電視動畫中《自动机器人·铁臂阿童木》所配音的角色在該動畫片製成DVD之後，被手塚眞所取代；而在另外一部動畫片《小紅帽恰恰》中，香取慎吾所配音的角色在原聲帶的迷你劇中卻沒有出現。2008年至2010年期間，城島茂在TBS電台的“JUNK ZERO”時段推出了一檔名為《城島茂的隨便派》的節目。這檔節目僅僅只在電台裡播出，而沒有隨同時段其他節目一樣被推送至Podcast。Hey! Say! JUMP成員山田涼介、知念侑李為電影《藍精靈》演唱了日本地區主題曲《Magic Power》，但是這首歌曲並沒有收錄在電影公司所發行的國際版DVD中。
有關傑尼斯事務所藝人所主持或參與電台節目在流媒體上的分化也是有所限定的，如果是在radiko這種有收聽區域限定的平台，部分節目是被允許的，但並不是隨時可以收聽。而在DecodemoFM、LISMO WAVE等付費平台上，這些傑尼斯事務所藝人的節目則被同等時長的音樂所取代。
自1980年以後，傑尼斯事務所掌控了旗下所有藝人的唱片原盤権。原則上，傑尼斯事務所是不允許唱片合約公司隨意發行唱片或音源的，但是偶爾也會允許旗下藝人的歌曲收錄在跨唱片公司的合輯中。
在遊戲審判之眼：死神的遺言中，由木村拓哉飾八神隆之的聲音亦可上載至網路，方便世嘉宣傳遊戲。

### 不參與競賽性質獎項政策
根據傑尼斯事務所“所屬藝人不分優劣”的方針，凡“選擇一些候選人并從中決定大獎得主或贏家”的評選活動，傑尼斯事務所所屬藝人在原則上是不參加的。但是，一些直接決定獲獎者的獎項（例如：最佳牛仔穿著或公信榜）或非日本的海外獎項則是可以參加的。不過近年亦有改變，讓旗下藝人參與頒獎典禮。

#### 日本唱片大獎
1987年，當近藤真彥被提名日本唱片大獎時，其亡母骨灰被盜并以此威脅他“退出頒獎”；1990年，忍者被提名日本唱片大獎“搖滾·流行”組別，而不是“演歌·歌謠”組別，因此引發了傑尼斯事務所的不滿和抗議。自此兩件事之後，傑尼斯事務所全面退出此類頒獎活動。
2003年，SMAP的《世界上唯一的花》也曾提名當年的日本唱片大獎。不過卻因「想要貫徹歌詞中傳遞的重要訊息，唱出比起（第一），（唯一）才是最重要的這個訊息出來。」作理由而退出。
2010年，近藤真彥獲得第52屆日本唱片大獎“最佳演唱獎”。該獎項自第50屆開始更改了頒獎方式，由從提名人中選擇最後獲獎者的方式更改為直接頒發獲獎者。此時，傑尼斯事務所以“近藤真彥是日本唱片大獎所培養的歌手”為由，允許其出席并接受獎項。

#### 日本電影金像獎
2006年12月，因《武士的一分》而提名第30屆日本電影金像獎最佳男主角的木村拓哉以“事務所的方針要求旗下藝人不得競選最佳類獎項”為由退出評選。而同年第49屆藍絲帶獎上，木村拓哉與主演《花之武者》的岡田准一同時獲得最佳男主角提名，傑尼斯事務所同樣以“同事務所所屬藝人參與相同獎項競選並非本事務所本意”為由而讓兩人退出評選。
2015年1月，岡田准一因為《永遠的0》和《蜩之記》同時獲得第38屆日本電影金像獎最佳男主角和最佳男配角提名。傑尼斯事務所就此發表評論，“岡田准一是本社出演電影最多的藝人，共計參演20部電影，可謂是電影培養出來的演員。”因此，傑尼斯事務所沒有要求其退出評選，而岡田准一也因此拿到兩個獎項。
2016年3月，二宮和也因《給兒子的安魂曲》而獲得第39屆日本電影金像獎最佳男主角，這是傑尼斯事務所所屬藝人連續兩年獲此獎項。同年，山田涼介也獲得日本電影金像獎最佳新人。
歷年來提名及獲獎記錄如下：

| \| 屆數 \| 藝人 \| 電影 \| 項目 \| 結果 \| \| ---- \| -------- \| ---------------------------- \| ---------- \| ---- \| \| 30 \| 木村拓哉 \| 《武士的一分》 \| 最佳男主角 \| 退選 \| \| 38 \| 岡田准一 \| 《永遠的0》 \| 最佳男主角 \| 獲獎 \| \| 38 \| 岡田准一 \| 《蜩之記（日语：蜩ノ記）》 \| 最佳男配角 \| 獲獎 \| \| 39 \| 二宮和也 \| 《給兒子的安魂曲》 \| 最佳男主角 \| 獲獎 \| \| 39 \| 山田涼介 \| 《暗殺教室》 \| 新人獎 \| 獲獎 \| \| 40 \| 岡田准一 \| 《名叫海賊的男人（日语：海賊とよばれた男）》 \| 最佳男主角 \| 提名 \| \| 41 \| 岡田准一 \| 《關原之戰》 \| 最佳男主角 \| 提名 \| \| 42 \| 岡田准一 \| 《椿花散落（日语：散り椿）》 \| 最佳男主角 \| 提名 \| \| 42 \| 二宮和也 \| 《檢察狂人》 \| 最佳男配角 \| 提名 \| \| 44 \| 二宮和也 \| 《淺田家（日语：浅田家!）》 \| 最佳男主角 \| 提名 \| \| 44 \| 永瀨廉 \| 《飆速宅男》 \| 新人獎 \| 獲獎 \| \| 46 \| 二宮和也 \| 《來自雪國的遺書（日语：ラーゲリより愛を込めて）》 \| 最佳男主角 \| 提名 \| \| 46 \| 目黑蓮 \| 《月之圓缺》 \| 最佳男配角 \| 提名 \| \| 46 \| 目黑蓮 \| 《月之圓缺》 \| 新人獎 \| 獲獎 \| \| 46 \| 有岡大貴 \| 《新·超人》 \| 新人獎 \| 獲獎 \| \| 46 \| 松村北斗 \| 《四月一日靈異事件簿》 \| 新人獎 \| 獲獎 \| | 冷知識 提名最多男藝人：岡田准一 (5次) - 最佳男主角 (4次)、最佳男配角 (1次) 同屆提名最多男藝人：岡田准一 、目黑蓮 (各2個) - 岡田准一：第38回最佳男主角、最佳男配角 - 目黑蓮：第46回新人獎、最佳男配角 前尊尼事務所藝人獲獎： - 草彅剛：SMAP的前成員，憑《午夜天鵝》獲得第42屆最佳男主角獎，同屆入圍者為《淺田家》的二宮和也。 |                        |            |      |
| 屆數 | 藝人 | 電影                   | 項目       | 結果 |
| 30 | 木村拓哉 | 《武士的一分》         | 最佳男主角 | 退選 |
| 38 | 岡田准一 | 《永遠的0》            | 最佳男主角 | 獲獎 |
| 38 | 岡田准一 | 《蜩之記》             | 最佳男配角 | 獲獎 |
| 39 | 二宮和也 | 《給兒子的安魂曲》     | 最佳男主角 | 獲獎 |
| 39 | 山田涼介 | 《暗殺教室》           | 新人獎     | 獲獎 |
| 40 | 岡田准一 | 《名叫海賊的男人》     | 最佳男主角 | 提名 |
| 41 | 岡田准一 | 《關原之戰》           | 最佳男主角 | 提名 |
| 42 | 岡田准一 | 《椿花散落》           | 最佳男主角 | 提名 |
| 42 | 二宮和也 | 《檢察狂人》           | 最佳男配角 | 提名 |
| 44 | 二宮和也 | 《淺田家》             | 最佳男主角 | 提名 |
| 44 | 永瀨廉 | 《飆速宅男》           | 新人獎     | 獲獎 |
| 46 | 二宮和也 | 《來自雪國的遺書》     | 最佳男主角 | 提名 |
| 46 | 目黑蓮 | 《月之圓缺》           | 最佳男配角 | 提名 |
| 46 | 目黑蓮 | 《月之圓缺》           | 新人獎     | 獲獎 |
| 46 | 有岡大貴 | 《新·超人》            | 新人獎     | 獲獎 |
| 46 | 松村北斗 | 《四月一日靈異事件簿》 | 新人獎     | 獲獎 |

### 演唱會事務
青年傳播公司是負責傑尼斯事務所旗下藝人演唱會與舞台劇的企劃、製作與門票銷售等事宜，同時負責“傑尼斯門票銷售合約”（ジャニーズチケット販売約款）的制訂。

#### 門票銷售
演唱會的門票一般優先出售給粉絲俱樂部的在籍會員。只有在籍會員沒有購買完門票，剩餘門票才會公開出售。即使有剩餘門票公開發售，一般也會標註“僅限站席”或“上層後方”等较差位置。不僅是演唱會和舞台劇，但凡有傑尼斯事務所藝人所參與的表演，門票原則上不會在網絡上銷售。傑尼斯事務所嚴格禁止門票轉售的行為，一經發現有在互聯網上的轉售行為，轉售的會員被立刻停止會籍，其所預訂的門票將全部取消。即便會員的轉售價格低於門票票面價值，也會被嚴格處理。另外，在收到演唱會或舞台劇加演消息後，拒絕購買優先權門票會被視為“因個人行為取消”，在日後申請門票的時候，優先權會被排在其他會員之後。

#### 演唱會內容
演唱會的內容一般會圍繞主辦藝人或藝人團體進行。在1995年至1998年間，曾經出現過多組藝人團體利用同一舞台設計進行巡演的案例。這是由於當時多個團體每年至少要進行三個巡演，製作方沒有多餘的精力和費用進行多個舞台設計。隨後，每個團體的每年的巡演次數被降低一次到兩次，共用舞台設計的情況就沒有再發生過了。即便不同團體在同個地點舉行演唱會，舞台設計也是不一樣的。不過由於Kinki Kids的年末演唱會會與傑尼斯跨年演唱會撞期，因此在同個場地只好共用一樣的舞台設計。

### 女性藝人政策
1980年代中期，傑尼斯事務所旗下還是有簽約女性偶像的。例如：飯野矢住代、嶋田純、藤島茱莉景子、VIP、Three Yankees、Orange Sisters等。而在Orange Sisters宣佈畢業之後，傑尼斯事務所不再培養女性偶像藝人，而將注意力全部轉移到男性偶像藝人的培養上。

### 對亞洲的影響力
伴隨著1980年代日本經濟的強勢，近藤真彥、少年隊、光GENJI等傑尼斯事務所旗下藝人的影響力遍及整個東亞地區。
在韓國，當地最大的娛樂公司SM娛樂的創始人李秀滿在創業的時候，就參考了傑尼斯事務所的小傑尼斯培訓制度和藝人營銷策略。
在台灣，也通過模仿傑尼斯事務所的少年隊而推出了本土的第一支男子偶像組合“小虎隊”。在香港，也曾推出一隻和台灣小虎隊同名的香港小虎隊，而他們模仿的則是同為傑尼斯事務所的澀柿子隊；除此之外，近藤真彥的名曲《夕陽之歌》被香港女歌手陳慧嫻和梅艷芳分別翻唱成《千千闋歌》和《夕陽之歌》，并都獲得了好評。而在中國大陸，因為推出TFBOYS而知名的經紀公司时代峰峻也是全面借鑒傑尼斯事務所。

### 其他

#### 後援會
傑尼斯事務所旗下每個藝人或藝人組合的後援會都是以傑尼斯家族俱樂部為母體。對於沒有後援會的藝人則由“情報局”（主要針對小傑尼斯）和“傑尼斯藝術俱樂部”（主要針對已解散組合之藝人）提供相關資訊。

#### 成人式
自1999年開始，傑尼斯事務所的成人式一般都選在明治神宮舉行，而且必定會有同事務所的前輩藝人負責立會。隨後在2007年的成人式中，由於內博貴因醜聞自肅，故而當年只有增田貴久獨自參加。而在2008年以後，傑尼斯事務所迄今再也沒有再在明治神宮舉行過該活動。2023年在赤坂冰川神社重新舉辨旗下藝人20歲成人式。
| 年份   | 參與人(依出生日期排序)                                                                                        | 立會人                         |
| ------ | --- | ------------------------------ |
| 1999年 | 長瀬智也、堂本光一、森田剛                                                                                    | 近藤真彦                       |
| 2000年 | 堂本剛、三宅健                                                                                                | 東山紀之                       |
| 2001年 | 岡田准一、大野智                                                                                              | 城島茂                         |
| 2002年 | 今井翼、櫻井翔、瀧澤秀明                                                                                      | 坂本昌行                       |
| 2003年 | 相葉雅紀 | 山口達也                       |
| 2004年 | 二宮和也、松本潤                                                                                              | 長野博                         |
| 2005年 | 小山慶一郎、赤西仁、安田章大、生田斗真、錦戶亮                                                                | 國分太一                       |
| 2006年 | 山下智久、大倉忠義、長谷川純、田中聖、田口淳之介、亀梨和也                                                    | 松岡昌宏                       |
| 2007年 | 增田貴久 |                                |
| 2023年 | 道枝駿佑、長尾謙杜、猪狩蒼弥、作間龍斗、 深田竜生、佐々木大光、川﨑皇輝、安嶋秀生、佐藤龍我、小柴陸、内村颯太 | 國分太一、井ノ原快彦、菊池風磨 |

#### YouTube 頻道
| 頻道名稱             | 成員 |
| -------------------- | --- |
| Johnny's Gaming Room | Hey!Say!JUMP: 有岡大貴 Kis-My-Ft2: 宮田俊哉、玉森裕太 Sexy Zone: 佐藤勝利 Johnny's WEST: 重岡大毅、藤井流星、神山智洋 SixTONES: 田中樹、森本慎太郎、高地優吾 Snow Man: 佐久間大介、深澤辰哉、向井康二 浪花男子: 大橋和也、高橋恭平、長尾謙杜 Travis Japan: 中村海人 |

#### 跨年演唱會
傑尼斯事務所每年會舉行跨年倒數演唱會，旗下藝人都會傾巢而出；因與NHK紅白歌合戰同一日舉行，所以出現藝人兩邊走（先去紅白，後去跨年倒數），甚至缺席的情況出現（例如：嵐為曾為2011-2015年的紅白司會，無法參與跨年倒數的現場表演）。

#### NHK紅白歌合戰
傑尼斯事務所每年會安排旗下藝人參與NHK紅白歌合戰，演出完畢後，會到進行跨年倒數的現場表演。从第48回（1997年）以来，杰尼斯事务所系的出场歌手一直被限定在SMAP和TOKIO两组上，這是基於节目组对于傑尼斯的出场人数做了限制。直至近年，节目组對上限有所放宽。2015年，即第66回NHK红白歌合战更加有7組歌手獲邀參加紅白，為歷年最多。直至2024年，TOKIO為出場次數最多的傑尼斯藝人。约翰尼·喜多川性虐待丑闻在2023年逐步浮现后，NHK方面决定不邀请任何与前杰尼斯事务所相关的艺人参与包括NHK紅白歌会在内的任何由NHK举办的活动，直至有关事件妥善解决，且防止相关事件再次发生的对策制定为止，这是44年以来首次没有与杰尼斯事务所相关的艺人参加红白歌会。
以下為歷屆曾參與的NHK紅白歌合戰的傑尼斯藝人：
| 屆數                          | 參與藝人（出場次數）                                                                        | 備註                                                                                     |
| ----------------------------- | ------------------------------------------------------------------------------------------- | ---------------------------------------------------------------------------------------- |
| 第21回 （1970年）             | Four Leaves（1）                                                                            | 一共1組； Four Leaves初次出場，傑尼斯首次參加紅白                                        |
| 第22回-第23回 （1971-1972年） | Four Leaves（2-3）                                                                          | 一共1組                                                                                  |
| 第24回 （1973年）             | Four Leaves（4）、乡裕美（1）                                                               | 一共2組； 乡裕美初次出場                                                                 |
| 第25回 （1974年）             | Four Leaves（5）、乡裕美（2）                                                               | 一共2組； 乡裕美最後一次以「傑尼斯藝人」出場，翌年移籍Burning                            |
| 第26回 （1975年）             | Four Leaves（6）                                                                            | 一共1組                                                                                  |
| 第27回 （1976年）             | Four Leaves（7）                                                                            | 一共1組； Four Leaves最後一次出場                                                        |
| 第31回 （1980年）             | 田原俊彦（1）                                                                               | 一共1組； 田原俊彦初次出場                                                               |
| 第32回 （1981年）             | 田原俊彦（2）、近藤真彥（1）                                                                | 一共2組； 近藤真彥初次出場                                                               |
| 第33回 （1982年）             | 田原俊彦（3）、近藤真彥（2）、涩柿子队（1）                                                 | 一共3組； 涩柿子队初次出場                                                               |
| 第34回-第36回 （1983-1985年） | 田原俊彦（4-6）、近藤真彥（3-5）、涩柿子队（2-4）                                           | 一共3組                                                                                  |
| 第37回 （1986年）             | 田原俊彦（7）、近藤真彥（6）、涩柿子队（5）、少年隊（1）                                    | 一共4組； 少年隊初次出場； 田原俊彦最後一次出場                                          |
| 第38回 （1987年）             | 近藤真彥（7）、少年隊（2）                                                                  | 一共2組                                                                                  |
| 第39回 （1988年）             | 近藤真彥（8）、少年隊（3）、光GENJI（1）、男闘呼組（1）                                     | 一共4組； 光GENJI、男闘呼組初次出場                                                      |
| 第40回 （1989年）             | 少年隊（4）、光GENJI（2）、男闘呼組（2）                                                    | 一共3組； 男闘呼組最後一次出場                                                           |
| 第41回 （1990年）             | 少年隊（5）、光GENJI（3）、忍者（1）                                                        | 一共3組； 忍者初次出場，亦是唯一一次                                                     |
| 第42回 （1991年）             | 少年隊（6）、光GENJI（4）、SMAP（1）                                                        | 一共3組； SMAP初次出場                                                                   |
| 第43回 （1992年）             | 少年隊（7）、光GENJI（5）、SMAP（2）                                                        | 一共3組                                                                                  |
| 第44回 （1993年）             | 少年隊（8）、光GENJI（6）、SMAP（3）                                                        | 一共3組； 少年隊、光GENJI最後一次出場                                                    |
| 第45回 （1994年）             | SMAP（4）、TOKIO（1）                                                                       | 一共2組； TOKIO初次出場                                                                  |
| 第46回 （1995年）             | SMAP（5）、TOKIO（2）                                                                       | 一共2組                                                                                  |
| 第47回 （1996年）             | 近藤真彥（9）、SMAP（6）、TOKIO（3）                                                        | 一共3組                                                                                  |
| 第48回-第51回 （1997-2000年） | SMAP（7-10）、TOKIO（4-7）                                                                  | 一共2組                                                                                  |
| 第52回 （2001年）             | TOKIO（8）                                                                                  | 一共1組                                                                                  |
| 第53回-第54回 （2002-2003年） | SMAP（11-12）、TOKIO（9-10）                                                                | 一共2組                                                                                  |
| 第55回 （2004年）             | TOKIO（11）                                                                                 | 一共1組 瀧澤秀明（瀧與翼）為審査員                                                       |
| 第56回 （2005年）             | SMAP（13）、TOKIO（12）                                                                     | 一共2組                                                                                  |
| 第57回-第59回 （2006-2008年） | SMAP（14-16）、TOKIO（13-15）                                                               | 一共2組； 中居正廣（SMAP）為紅白司會                                                     |
| 第60回 （2009年）             | SMAP（17）、TOKIO（16）、嵐（1）、NYC（1）                                                  | 一共4組； 嵐、NYC初次出場； 中居正廣（SMAP）為紅白司會                                   |
| 第61回-第62回 （2010-2011年） | SMAP（18-19）、TOKIO（17-18）、嵐（2-3）、NYC（2-3）                                        | 一共4組； 嵐為紅白司會                                                                   |
| 第63回 （2012年）             | SMAP（20）、TOKIO（19）、嵐（4）、NYC（4）、關8（1）                                        | 一共5組； 關8初次出場； 嵐為紅白司會                                                     |
| 第64回 （2013年）             | SMAP（21）、TOKIO（20）、嵐（5）、關8（2）、Sexy Zone（1）                                  | 一共5組； Sexy Zone初次出場； 岡田准一（V6）為審査員； 嵐為紅白司會                      |
| 第65回 （2014年）             | SMAP（22）、TOKIO（21）、嵐（6）、關8（3）、Sexy Zone（2）、V6（1）                         | 一共6組； V6初次出場； 嵐為紅白司會                                                      |
| 第66回 （2015年）             | SMAP（23）、TOKIO（22）、近藤真彥（10）、嵐（7）、關8（4）、Sexy Zone（3）、V6（2）         | 一共7組，歷年最多； SMAP最後一次出場，翌年正式解散； 井之原快彥（V6）為紅白司會          |
| 第67回 （2016年）             | TOKIO（23）、嵐（8）、關8（5）、Sexy Zone（4）、V6（3）、KinKi Kids（1）                    | 一共6組； KinKi Kids初次出場； V6最後一次出場，2021年正式解散； 相葉雅紀（嵐）為紅白司會 |
| 第68回 （2017年）             | TOKIO（24）、嵐（9）、關8（6）、Sexy Zone（5）、Hey! Say! JUMP（1）                         | 一共5組； Hey! Say! JUMP初次出場； TOKIO最後一次出場； 二宮和也（嵐）為紅白司會          |
| 第69回 （2018年）             | 嵐（10）、關8（7）、Sexy Zone（6）、Hey! Say! JUMP（2）、King & Prince（1）                 | 一共5組； King & Prince初次出場； 櫻井翔（嵐）為紅白司會                                 |
| 第70回 （2019年）             | 嵐（11）、關8（8）、Hey! Say! JUMP（3）、King & Prince（2）、Kis-My-Ft2（1）                | 一共5組； Kis-My-Ft2初次出場； 櫻井翔（嵐）為紅白司會                                    |
| 第71回 （2020年）             | 嵐（12）、關8（9）、Hey! Say! JUMP（4）、King & Prince（3）、Kis-My-Ft2（2）、SixTONES（1） | 一共6組； SixTONES初次出場； 嵐最後一次出場，翌年中止團體活動                            |
| 第72回 （2021年）             | 關8（10）、King & Prince（4）、SixTONES（2）、KAT-TUN（1）、Snow Man（1）                   | 一共5組； KAT-TUN及Snow Man初次出場                                                      |
| 第73回 （2022年）             | 關8（11）、King & Prince（5）、SixTONES（3）、KinKi Kids（2）、Snow Man（2）、浪花男子（1） | 一共6組； 浪花男子初次出場； 松本潤（嵐）為審査員； 櫻井翔（嵐）為紅白司會               |

## 所屬藝人
2011年3月，為了支援同月發生的東日本大地震，傑尼斯事務所推出了由旗下全體藝人參與的“Marching J”公益活動。參與藝人包括傑尼斯事務所正式出道藝人及團體，以及部分小傑尼斯，共計83人。以下名單根據當時列表及後續出道的偶像團體所製作。
原則上傑尼斯事務所所屬藝人皆用本名活動，少數會使用藝名。隸屬事務所的藝人及藝人團體基本處於活躍期，少數則處於不確定回歸檔期的長期休息。

### 活躍藝人
以下數據根據傑尼斯事務所官網資料填寫（截至2025年7月1日）。所有藝人（或組合）按照出道日進行排序；限定組合未統計在內。粗體字表示曾出戰過NHK紅白歌合戰。
| 姓名            | 出生日及年齢   | 出道日（Jr.畢業日） | 所屬團體       | 曾所屬團體        |
| --------------- | -------------- | ------------------- | -------------- | ----------------- |
| 内海光司        | 1968年1月11日  | 1987年8月19日       |                | 光GENJI           |
| 佐藤敦啟        | 1973年8月30日  | 1987年8月19日       |                | 光GENJI           |
| 木村拓哉        | 1972年11月13日 | 1991年9月9日        |                | SMAP              |
| 城島茂          | 1970年11月17日 | 1994年9月21日       |                | TOKIO             |
| 国分太一        | 1974年9月2日   | 1994年9月21日       |                | TOKIO             |
| 松岡昌宏        | 1977年1月11日  | 1994年9月21日       |                | TOKIO             |
| 坂本昌行        | 1971年7月24日  | 1995年11月1日       | 20th Century   | V6                |
| 長野博          | 1972年10月9日  | 1995年11月1日       | 20th Century   | V6                |
| 井之原快彥      | 1976年5月17日  | 1995年11月1日       | 20th Century   | V6                |
| 堂本光一        | 1979年1月1日   | 1997年7月21日       | KinKi Kids     |                   |
| 大野智          | 1980年11月26日 | 1999年11月3日       | 嵐             |                   |
| 櫻井翔          | 1982年1月25日  | 1999年11月3日       | 嵐             |                   |
| 相葉雅紀        | 1982年12月24日 | 1999年11月3日       | 嵐             |                   |
| 小山慶一郎      | 1984年5月1日   | 2003年11月7日       | NEWS           |                   |
| 増田貴久        | 1986年7月4日   | 2003年11月7日       | NEWS           |                   |
| 加藤成亮        | 1987年7月11日  | 2003年11月7日       | NEWS           |                   |
| 內博貴          | 1986年9月10日  | 2003年11月7日       |                | NEWS、關西傑尼斯8 |
| 横山裕          | 1981年5月9日   | 2004年8月25日       | SUPER EIGHT    |                   |
| 村上信五        | 1982年1月26日  | 2004年8月25日       | SUPER EIGHT    |                   |
| 丸山隆平        | 1983年11月26日 | 2004年8月25日       | SUPER EIGHT    |                   |
| 安田章大        | 1984年9月11日  | 2004年8月25日       | SUPER EIGHT    |                   |
| 大倉忠義        | 1985年5月16日  | 2004年8月25日       | SUPER EIGHT    |                   |
| 中丸雄一        | 1983年9月4日   | 2006年3月22日       |                | KAT-TUN           |
| 上田龍也        | 1983年10月4日  | 2006年3月22日       |                | KAT-TUN           |
| 薮宏太          | 1990年1月31日  | 2007年11月14日      | Hey! Say! JUMP |                   |
| 髙木雄也        | 1990年3月26日  | 2007年11月14日      | Hey! Say! JUMP |                   |
| 伊野尾慧        | 1990年6月22日  | 2007年11月14日      | Hey! Say! JUMP |                   |
| 八乙女光        | 1990年12月2日  | 2007年11月14日      | Hey! Say! JUMP |                   |
| 有岡大貴        | 1991年4月15日  | 2007年11月14日      | Hey! Say! JUMP |                   |
| 山田涼介        | 1993年5月9日   | 2007年11月14日      | Hey! Say! JUMP | NYC               |
| 中島裕翔        | 1993年8月10日  | 2007年11月14日      | Hey! Say! JUMP |                   |
| 知念侑李        | 1993年11月30日 | 2007年11月14日      | Hey! Say! JUMP | NYC               |
| 岡本圭人        | 1993年4月1日   | 2007年11月14日      |                | Hey! Say! JUMP    |
| 横尾渉          | 1986年5月16日  | 2011年8月10日       | Kis-My-Ft2     |                   |
| 藤谷太輔        | 1987年6月25日  | 2011年8月10日       | Kis-My-Ft2     |                   |
| 宮田俊哉        | 1988年9月14日  | 2011年8月10日       | Kis-My-Ft2     |                   |
| 玉森裕太        | 1990年3月17日  | 2011年8月10日       | Kis-My-Ft2     |                   |
| 二階堂高嗣      | 1990年8月6日   | 2011年8月10日       | Kis-My-Ft2     |                   |
| 千賀健永        | 1991年3月23日  | 2011年8月10日       | Kis-My-Ft2     |                   |
| 中島健人        | 1994年3月13日  | 2011年11月16日      |                | Sexy Zone         |
| 菊池風磨        | 1995年3月7日   | 2011年11月16日      | timelesz       | Sexy Zone         |
| 佐藤勝利        | 1996年10月30日 | 2011年11月16日      | timelesz       | Sexy Zone         |
| 松島聰          | 1997年11月27日 | 2011年11月16日      | timelesz       | Sexy Zone         |
| 寺西拓人        | 1994年12月31日 | 2021年4月22日       | timelesz       |                   |
| 原嘉孝          | 1995年9月25日  | 2021年4月22日       | timelesz       |                   |
| 橋本將生        | 1999年10月17日 | 2025年2月15日       | timelesz       |                   |
| 豬俣周杜        | 2001年8月17日  | 2025年2月15日       | timelesz       |                   |
| 篠塚大輝        | 2002年7月9日   | 2025年2月15日       | timelesz       |                   |
| 五關晃一        | 1985年6月17日  | 2012年2月1日        | A.B.C-Z        |                   |
| 戶塚祥太        | 1986年11月13日 | 2012年2月1日        | A.B.C-Z        |                   |
| 塚田僚一        | 1986年12月10日 | 2012年2月1日        | A.B.C-Z        |                   |
| 橋本良亮        | 1993年7月15日  | 2012年2月1日        | A.B.C-Z        |                   |
| 河合郁人        | 1987年10月20日 | 2012年2月1日        |                | A.B.C-Z           |
| 中間淳太        | 1987年10月21日 | 2014年4月23日       | WEST.          |                   |
| 濱田崇裕        | 1988年12月19日 | 2014年4月23日       | WEST.          |                   |
| 桐山照史        | 1989年8月31日  | 2014年4月23日       | WEST.          |                   |
| 重岡大毅        | 1992年8月26日  | 2014年4月23日       | WEST.          |                   |
| 神山智洋        | 1993年7月1日   | 2014年4月23日       | WEST.          |                   |
| 藤井流星        | 1993年8月18日  | 2014年4月23日       | WEST.          |                   |
| 小瀧望          | 1996年7月30日  | 2014年4月23日       | WEST.          |                   |
| 長谷川純        | 1985年10月29日 | 2015年10月15日      |                |                   |
| 越岡裕貴        | 1986年10月5日  | 2018年3月13日       | 4U             |                   |
| 松崎祐介        | 1986年10月20日 | 2018年3月13日       | 4U             |                   |
| 福田悠太        | 1986年11月15日 | 2018年3月13日       | 4U             |                   |
| 辰巳雄大        | 1986年11月25日 | 2018年3月13日       | 4U             |                   |
| 永瀬廉          | 1999年1月23日  | 2018年5月23日       | King & Prince  |                   |
| 高桥海人        | 1999年4月3日   | 2018年5月23日       | King & Prince  |                   |
| 高地優吾        | 1994年3月8日   | 2020年1月22日       | SixTONES       |                   |
| 京本大我        | 1994年12月3日  | 2020年1月22日       | SixTONES       |                   |
| 田中樹          | 1995年6月15日  | 2020年1月22日       | SixTONES       |                   |
| 松村北斗        | 1995年6月18日  | 2020年1月22日       | SixTONES       |                   |
| 傑西            | 1996年6月11日  | 2020年1月22日       | SixTONES       |                   |
| 森本慎太郎      | 1997年7月15日  | 2020年1月22日       | SixTONES       |                   |
| 深澤辰哉        | 1992年5月5日   | 2020年1月22日       | Snow Man       |                   |
| 佐久间大介      | 1992年7月5日   | 2020年1月22日       | Snow Man       |                   |
| 渡邊翔太        | 1992年11月5日  | 2020年1月22日       | Snow Man       |                   |
| 宮館涼太        | 1993年3月25日  | 2020年1月22日       | Snow Man       |                   |
| 岩本照          | 1993年5月17日  | 2020年1月22日       | Snow Man       |                   |
| 阿部亮平        | 1993年11月27日 | 2020年1月22日       | Snow Man       |                   |
| 向井康二        | 1994年6月21日  | 2020年1月22日       | Snow Man       |                   |
| 目黑蓮          | 1997年2月16日  | 2020年1月22日       | Snow Man       |                   |
| Raul            | 2003年6月27日  | 2020年1月22日       | Snow Man       |                   |
| 林翔太          | 1990年2月8日   | 2020年6月20日       |                |                   |
| 室龍太          | 1989年5月25日  | 2021年4月22日       |                |                   |
| 高田翔          | 1993年9月14日  | 2021年4月22日       |                |                   |
| 藤原丈一郎      | 1996年2月8日   | 2021年11月12日      | 浪花男子       |                   |
| 西畑大吾        | 1997年1月9日   | 2021年11月12日      | 浪花男子       |                   |
| 大橋和也        | 1997年8月9日   | 2021年11月12日      | 浪花男子       |                   |
| 高橋恭平        | 2000年2月28日  | 2021年11月12日      | 浪花男子       |                   |
| 大西流星        | 2001年8月7日   | 2021年11月12日      | 浪花男子       |                   |
| 道枝駿佑        | 2002年7月25日  | 2021年11月12日      | 浪花男子       |                   |
| 長尾謙杜        | 2002年8月15日  | 2021年11月12日      | 浪花男子       |                   |
| 川島如惠留      | 1994年11月22日 | 2022年10月28日      | Travis Japan   |                   |
| 七五三掛龍也    | 1995年6月23日  | 2022年10月28日      | Travis Japan   |                   |
| 吉澤閑也        | 1995年8月10日  | 2022年10月28日      | Travis Japan   |                   |
| 中村海人        | 1997年4月15日  | 2022年10月28日      | Travis Japan   |                   |
| 宮近海斗        | 1997年9月22日  | 2022年10月28日      | Travis Japan   |                   |
| 松倉海斗        | 1997年11月14日 | 2022年10月28日      | Travis Japan   |                   |
| 松田元太        | 1999年4月19日  | 2022年10月28日      | Travis Japan   |                   |
| 今江大地        | 1995年11月6日  | 2023年1月1日        |                |                   |
| 松本幸大        | 1989年1月13日  | 2023年8月20日       |                |                   |
| 富岡健翔        | 1992年7月8日   | 2023年8月20日       |                |                   |
| 野澤祐樹        | 1992年12月30日 | 2023年8月20日       |                |                   |
| 末澤誠也        | 1994年8月24日  | 2024年5月15日       | Ae! group      |                   |
| 草間Richard敬太 | 1996年1月11日  | 2024年5月15日       | Ae! group      |                   |
| 正門良規        | 1996年11月28日 | 2024年5月15日       | Ae! group      |                   |
| 小島健          | 1999年6月25日  | 2024年5月15日       | Ae! group      |                   |
| 佐野晶哉        | 2002年3月13日  | 2024年5月15日       | Ae! group      |                   |
| 藤井直樹        | 2000年9月18日  | 2025年7月1日        |                |                   |

### 所屬藝人之關聯公司
除傑尼斯事務所廠牌之外，隸屬其他廠牌藝人的列表。
| 藝人或藝人組合                                                  | 所屬唱片公司       | 所屬廠牌                     |
| --------------------------------------------------------------- | ------------------ | ---------------------------- |
| - 木村拓哉                                                      | JVC建伍勝利娛樂    | Victor Entertainment         |
| - 20th Century - Kis-My-Ft2 - 舞祭組 - Snow Man                 | 愛貝克思集團       | MENT RECORDING               |
| - 少年隊 - KinKi Kids - NEWS - 手越增田 - WEST.                 | 傑尼斯風暴公司     | 傑尼斯娛樂 → ELOV-Label      |
| - 嵐 - Hey! Say! JUMP - Hey! Say! 7 - Hey! Say! BEST - 浪花男子 | 傑尼斯風暴公司     | J Storm → Storm Labels Inc.  |
| - SUPER EIGHT                                                   | 傑尼斯風暴公司     | INFINITY RECORDS             |
| - A.B.C-Z                                                       | 波麗佳音公司       | 波麗佳音                     |
| - timelesz                                                      | 環球音樂           | Top J Records → Over The Top |
| - King & Prince                                                 | 環球音樂           | / 環球J → Project K&P        |
| - Ae! group                                                     | 環球音樂           | UNIVERSAL MUSIC              |
| - Travis Japan                                                  | 環球音樂集團       | Capitol Records              |
| - SixTONES - 中島健人                                           | 索尼音樂娛樂       | Sony Music Labels            |
| - 小傑尼斯                                                      | Storm Labels Annex | JI Label                     |

##### 部分廠牌的變動
- 近藤真彥已退社：RVC（日语：BMG JAPAN）（現名：Ariola Japan（日语：アリオラジャパン））→日本索尼音樂娛樂集團
- 少年隊：日本華納音樂公司→波麗佳音→Johnny's Entertainment Record→ELOV-Label
- 光GENJI已解散：峽谷唱片→波麗佳音
- 男鬥呼組（日语：男闘呼組）已解散：BMG勝利（日语：BMG JAPAN）
  - 全部團員目前皆是非傑尼斯體系的搖滾樂團Rockon Social Club（日语：Rockon Social Club）的成員[50]
- SMAP已解散：勝利音樂產業→勝利娛樂→JVC建伍勝利娛樂
- 瀧與翼已解散：avex trax
- V6已解散：avex trax；20th Century：avex trax→MENT RECORDING
- 三宅健：MENT RECORDING
- TOKIO已解散：索尼唱片→環球J→J Storm→Storm Labels
- 嵐：波麗佳音→J Storm
- Sexy Zone：波麗佳音→Top J Records
- 關西傑尼斯8：帝蓄娛樂（英语：テイチクエンタテインメント）→INFINITY RECORDS
- KAT-TUN已解散：J-One Records→J Storm→Storm Labels
- 山下智久已退社：傑尼斯娛樂→日本華納音樂→SME Records
- Kis-My-Ft2：avex trax→MENT RECORDING
- Snow Man：avex trax→MENT RECORDING

### 曾所屬藝人
- 曾隸屬傑尼斯事務所的藝人
- 已解散的小傑尼斯組合
  - 已解散小傑尼斯組合 (1990年以前)（日语：ジャニーズJr.解散グループ (1990年以前)）
  - 已解散小傑尼斯組合 (1990年以後)（日语：ジャニーズJr.解散グループ (1990年以降)）
  - 已解散小傑尼斯組合 (2000年以後)（日语：ジャニーズJr.解散グループ (2000年以降)）
- 傑尼斯相關企劃組合（日语：ジャニーズ関連企画ユニット）
- 傑尼斯已畢業組合（日语：ジャニーズ関連OBユニット）

## 公司簡介

### 主要管理人員
| 姓名         | 職務 |
| ------------ | --- |
| 藤島茱莉景子 | 代表董事兼社長 傑尼斯風暴株式會社代表董事兼社長 M CO株式會社代表董事兼社長 Unison株式會社代表董事兼社長 東京環球劇場株式會社代表董事兼社長 |
| 白波瀨傑     | 董事兼副社長 |
| 小俣雅充     | 常務董事 |
| 原藤一輝     | 董事 |
| 山下賢一     | 董事 |
| 大坪亮太     | 監事 |
| 小亦齊       | 監事 |
| 中野由美子   | 董事 |
| 中村浩子     | 董事 |
| 重岡由美子   | 董事（2022/4/1就任） |

#### 相關人員
- 強尼·喜多川：傑尼斯事務所創始人。2019年7月9日逝世。
- 瑪麗·喜多川：前代表董事兼會長。2020年9月辭職，就任傑尼斯事務所名譽會長。2021年8月14日逝世。
- 飯島三智：傑尼斯夢想株式會社代表董事兼社長。2016年1月辭職，曾任SMAP的經紀人。
- 小杉理宇造：前顧問、傑尼斯娛樂株式會社前代表董事兼社長
- 瀧澤秀明：前董事兼副社長、前傑尼斯島嶼株式會社代表董事兼社長。2022年9月28日，辭職傑尼斯島嶼株式會社職務，於10月31日起離開傑尼斯事務所。

### 主要關聯企業
| 公司名               | 建立日期       | 總部地址                | 業務範圍                                           | 主要職員                                                                                              | 備註                                   |
| -------------------- | -------------- | ----------------------- | -------------------------------------------------- | --- | -------------------------------------- |
| 傑尼斯風暴株式會社   | 2001年11月12日 | 東京都港區赤坂9-6-35    | 唱片及電影製作                                     | 藤島茱莉景子（代表董事兼社長）                                                                        | 日本唱片協會準會員                     |
| 青年傳播株式會社     | 1980年8月7日   | 東京都港區赤坂9-6-35    | 演唱會及舞台劇主辦                                 | 強尼·喜多川（代表董事兼社長）                                                                         |                                        |
| 演唱會事務局         |                |                         | 青年傳播株式會社的票務銷售部門                     | |                                        |
| M CO株式會社         |                | 東京都港區赤坂9-6-35    | 書籍、商品、廣告物料的策劃與製作，音樂會周邊的銷售 | 藤島茱莉景子（代表董事兼社長）                                                                        |                                        |
| J-STATION有限會社    |                | 東京都港區赤坂9-6-35    | 藝人周邊銷售及傑尼斯專賣店的管理                   | | 傑尼斯事務所佔股51%，廣明社佔股49%     |
| Unison株式會社       |                | 東京都港區赤坂9-6-35    | 廣告                                               | 藤島茱莉景子（代表董事兼社長）                                                                        |                                        |
| 傑尼斯出版株式會社   |                | 東京都港區赤坂9-6-35    | 音樂出版事業                                       | 強尼·喜多川（代表董事兼社長）                                                                         | 野村義男曾隸屬該公司                   |
| Music Mind株式會社   |                | 東京都港區赤坂9-6-35    | 音樂出版事業                                       | |                                        |
| Art Bank株式會社     | 2003年5月14日  | 東京都港區赤坂8-11-20   | 移動互聯網內容提供商                               | | 於推出傑尼斯官方移動站點“”時同步成立   |
| 連續工作室株式會社   |                | 東京都港區麻布十番4-6-9 | 綵排及錄音工作室                                   | 強尼·喜多川（代表董事兼社長）                                                                         | 1991年12月之後，由傑尼斯事務所直接運營 |
| 傑尼斯家族俱樂部     |                | 東京都澀谷區澀谷1-10-10 | 管理旗下藝人的粉絲俱樂部                           | |                                        |
| 傑尼斯島嶼株式會社   | 2019年1月15日  | 東京都澀谷區澀谷3-29-24 | 主要負責小傑尼斯的培養和運營                       | 井之原快彥（代表董事兼社長）                                                                          |                                        |
| 東京環球劇場株式會社 |                | 東京都新宿區百人町3-1-2 | 負責東京環球劇場的運營管理                         | 藤島茱莉景子（代表董事兼社長）                                                                        |                                        |
| 東京小子株式會社     | 2021年4月1日   | 東京都港區赤坂9-6-35    | 培訓所屬藝人並管理其演出等業務                     | 城島茂（代表董事兼社長） 國分太一（董事兼分管企劃副社長） 松岡昌宏（董事兼分管廣報副社長）            |                                        |
| MENT RECORDING       | 2022年1月11日  | 東京都港區赤坂9-6-35    | 唱片公司                                           | 藤島茱莉景子（代表董事兼社長）                                                                        | 愛貝克思娛樂與傑尼斯事務所共同成立     |
| TOKIO-BA             | 2022年5月5日   | 東京都港區赤坂9-6-35    |                                                    | 藤島茱莉景子（代表董事兼會長） 國分太一（董事兼社長） 城島茂（董事兼副社長） 松岡昌宏（董事兼副社長） |                                        |

#### 提攜公司
| 公司名                    | 總部地址                      | 主要業務                           |
| ------------------------- | ----------------------------- | ---------------------------------- |
| 日本廣明社株式會社        | 東京都千代田區神田三崎町2-4-1 | 廣告宣傳及藝人周邊企劃             |
| K Planning Center株式會社 |                               | 日本廣明社的廣告代理業務及藝人經紀 |

#### 過去關聯公司
| 公司名             | 創立日期      | 總部地址              | 經營方位                                                        | 代表董事兼社長 | 備註                                                                              |
| ------------------ | ------------- | --------------------- | --------------------------------------------------------------- | -------------- | --------------------------------------------------------------------------------- |
| 傑尼斯夢想株式會社 | 2005年6月17日 | 東京都港區赤坂9-5-27  | 藝人經紀、影視製作及版權管理                                    | 強尼·喜多川    | 自2016年SMAP解散後處於事業停止狀態                                                |
| KunKun株式會社     |               | 東京都港區赤坂8-11-20 | 雜誌、月曆企劃製作和與相關出版社談判代理。 以及化妝品生產銷售。 | 月丘夢路       | 2018年11月7日宣佈倒閉                                                             |
| 傑尼斯娛樂株式會社 | 1997年2月14日 | 東京都港區赤坂8-11-20 | 藝人經紀                                                        | 小杉理宇造     | 1997年1月起為日本唱片協會準會員 2019年5月31日，所有業務轉移至傑尼斯風暴後終止營業 |

### 不當競爭醜聞
2019年7月，日本公平交易委員會對傑尼斯事務所提出了“注意”警示。因為傑尼斯事務所被懷疑強迫日本各大商業電視台禁止曾隸屬於該公司的原SMAP（2016年12月解散）組合的三名成員稻垣吾郎、草彅剛和香取慎吾出現在其任何電視畫面上。
需要注意的是，公平交易委員會的“注意”警示代表的是尚未有確切的證據可以證明當事方觸犯了《反壟斷法》；因此“注意”警示表示的是在未發現違法行為前對當事方而採取的防範未然之措施。在日本，《反壟斷法》的觸犯級別有三級：違反、警告和注意。按照相關規定，注意級是不會對外公開的；而且公平交易委員會也表示未公開此消息。另，傑尼斯事務所表示己方的確收到了此警示。

### 腳註
1. ↑  TBS電視台的電視劇《3年B組金八先生》的官方網站上，所有演員只有傑尼斯事務所藝人沒有張貼照片。CBC電台的“週六年輕人之夜”時段里，由松岡昌宏主持的《TOKYO夜CLUB》是同時段唯一一個沒有官網的節目。甚至NHK都必須對這種政策妥協，在其節目《MUSIC JAPAN》、《THE少年俱樂部》、《THE少年俱樂部Premium》的介紹中去除傑尼斯事務所藝人的照片。在《私立馬鹿蘭高校》的新聞發佈會上，製作公司沒有在會場的佈置上使用參演傑尼斯事務所藝人的照片。
2. ↑  SMAP的前任經紀人藤原秀樹在出演《獸電戰隊強龍者 VS Go Busters 恐龍大決戰！ 再見永遠的朋友啊》時，其肖像權也被傑尼斯事務所嚴格規管。
3. ↑  近藤真彥並沒有因此退出頒獎，並且還獲得大獎。因此其亡母的骨灰就此消失，迄今未尋回。
4. ↑  《SUMARRY 2011》東京巨蛋演唱會的部分門票被允許在票務網站出售。

### 出典
1. ↑  . 傑尼斯事務所.   [2020-10-27]. （原始内容存档于2020-10-22）.
2. 1 2 3  . 傑尼斯事務所.   [2020-10-27]. （原始内容存档于2020-10-30）.
3. ↑  .   [2016-05-05]. （原始内容存档于2016-06-02）.
4. ↑  .   [2016-05-05]. （原始内容存档于2016-06-02）.
5. ↑  INC, SANKEI DIGITAL. . 産経ニュース. 2023-10-02  [2023-10-02]. （原始内容存档于2023-10-09） （日语）.
6. ↑  . 東京新聞 TOKYO Web.   [2023-10-02]. （原始内容存档于2023-11-01） （日语）.
7. ↑  矢野，第14-21頁.
8. ↑  . UDN轉角國際. 2019-07-09  [2025-04-25] （中文）.
9. ↑  矢野，第32-40頁.
10. ↑  矢野，第57-59頁.
11. ↑  矢野，第59-66頁.
12. ↑  矢野，第70-88頁.
13. ↑  矢野，第88-92頁.
14. ↑  矢野，第134-135頁.
15. ↑  矢野，第100-112頁.
16. ↑  矢野，第131-133頁.
17. ↑  矢野，第135-138頁.
18. ↑  矢野，第152-159頁.
19. ↑  矢野，第160-164頁.
20. ↑  矢野，第164頁.
21. ↑  矢野，第189-190頁.
22. ↑  矢野，第23-30頁.
23. 1 2  . Modelpress. 2015-10-15  [2017-10-29]. （原始内容存档于2017-10-30）.
24. ↑  .   [2017-10-29]. （原始内容存档于2000-06-20）.
25. ↑  . Modelpress. 2017-08-13  [2017-08-24]. （原始内容存档于2019-07-21）.
26. ↑  . nikkansports.com.   [2020-12-11]. （原始内容存档于2019-10-14）.
27. ↑  . ZAKZAK. 2016-10-31  [2017-08-24]. （原始内容存档于2018-07-15）.
28. ↑  .   [2019-05-09]. （原始内容存档于2021-05-05）.
29. 1 2 3  . 日刊體育. 2006-12-20  [2015-02-27]. （原始内容存档于2020-11-25）.
30. 1 2 3  国分敦. . 體育報知. 2015-02-01  [2015-02-27]. （原始内容存档于2015-02-04）.
31. 1 2  . 體育日本. 2006-12-20  [2015-02-27]. （原始内容存档于2016-03-04）.
32. ↑  平本淳也. . 東京突發新聞. 2013-12-30  [2015-02-27]. （原始内容存档于2014-03-18）.
33. ↑  . 每日體育. 2015-01-14  [2015-02-27]. （原始内容存档于2020-07-25）.
34. ↑  宋娇娇. . 網易. 湾流.   [2017-10-28]. （原始内容存档于2020-10-28）.
35. 1 2  . 新浪網.   [2017-10-28]. （原始内容存档于2019-07-25）.
36. ↑  . 网易.   [2017-10-28]. （原始内容存档于2017-11-07）.
37. 1 2  . Sponichi Annex. 2006-01-12  [2017-10-31]. （原始内容存档于2006-01-17）.
38. ↑  . gojapan-青森陶大宇. 2023-01-10  [2024-02-24]. （原始内容存档于2024-02-24）.
39. ↑  . 日刊スポーツ. 2009-11-23  [2009-11-24]. （原始内容存档于2009-11-24）.
40. ↑  中時新聞網. . 中時新聞網.   [2020-12-11]. （原始内容存档于2019-07-22） （中文（臺灣））.
41. ↑  . . 2023-11-13  [2023-11-16]. （原始内容存档于2023-11-16）.
42. ↑  . www.arayuru-houhou.com.   [2020-12-11]. （原始内容存档于2018-11-15）.
43. ↑  4・1から3日間 ジャニーズ"全員"で募金活動 （页面存档备份，存于） - スポーツニッポン・2011年3月30日
44. ↑  . 2011-03-30  [2020-12-11]. （原始内容存档于2011-04-01）.
45. ↑  東京中日體育報・2011年3月30日付 12面
46. ↑  . Tポイント. 2015-10-15  [2015-11-20]. （原始内容存档于2015-10-22）.
47. ↑  . Johnny's net. ジャニーズ事務所. 2018-03-13  [2018-03-14]. （原始内容存档于2018-03-14）.
48. ↑  . Johnny's net. ジャニーズ事務所. 2018-03-13  [2018-03-14]. （原始内容存档于2018-03-14）.
49. ↑  . ジャニーズ事務所公式サイト「Johnny's net」.   [2021-07-28]. （原始内容存档于2021-07-28） （日语）.
50. ↑  元男闘呼組らRockon Social Club、初の武道館に万感 アンコールではサプライズ登場のMISIAと「傷だらけの王者」【セットリストあり】，ORICON NEWS，2024-09-13 [2024-11-25]
51. ↑  . 国税庁法人番号管理室.   [2020-10-29]. （原始内容存档于2019-07-12）.
52. ↑  . NHK. 2019-07-17  [2020-10-29]. （原始内容存档于2019-07-18）.
53. ↑  . 每日新聞. 2019-07-17  [2020-10-29]. （原始内容存档于2019-07-18）.
54. ↑  . 日本公平交易委員會. 2013  [2020-10-29]. （原始内容存档于2019-06-17）.

### 文獻
- 矢野利裕（日语：矢野利裕）. . 東京: 講談社現代新書. 2016年12月20日. ISBN 978-4-06-288402-0.

## 相關詞條
- 飯島三智
  - CULEN
  - 嶄新地圖
- SMAP
  - SMAP解散風波
  - 稲垣吾郎
  - 草彅剛
  - 香取慎吾
- 強尼·喜多川
  - 強尼·喜多川的性虐待指控

## 外部連接
- 傑尼斯事務所 官方網站 （页面存档备份，存于） （日語）（英文）（简体中文）（繁體中文）
  - 傑尼斯事務所 藝人資訊網站 （页面存档备份，存于） （日語）
  - YouTube上的SMILE-UP.頻道（日語）
  - 傑尼斯事務所的X（前Twitter）（英文）
  - 傑尼斯家族俱樂部 （页面存档备份，存于） （日語）
- Jweb （页面存档备份，存于）
  - Jweb的X（前Twitter）
- Jnet online （页面存档备份，存于）
  - Jnet online的X（前Twitter）
- 傑尼斯島電視台 （页面存档备份，存于） （日語）
  - YouTube上的小傑尼斯頻道（日語）
  - YouTube上的小傑尼斯PLUS官方YouTube頻道頻道（日語）
  - 小傑尼斯頻道的X（前Twitter）（日語）
- 傑尼斯在線商城 （页面存档备份，存于）（日語）
  - 傑尼斯在線商城的X（前Twitter）（日語）
- Johnny's Merch Market （页面存档备份，存于） （日語）
  - Johnny's Merch Market的Instagram帳戶（日語）
- Johnny's Smile Up ! Project
  - Johnny's Smile Up ! Project的X（前Twitter）（日語）
  - Johnny's Smile Up ! Project的Instagram帳戶（日語）
  - Johnny's Smile Up ! Project - 官方LINE（日語）

35°40′2.3″N 139°43′40.5″E / 35.667306°N 139.727917°E